# Eleazaro Rossi
Eleazaro Rossi (Forlimpopoli, 1º giugno 1982) è un comico e conduttore televisivo italiano.

## Carriera
Cresce a Galeata, un piccolo paese della Romagna, ma in seguito si trasferisce a Forlì dove trascorre gli anni formativi per la sua carriera professionale.

Nel 2019 viene selezionato per partecipare al format Stand Up Comedy su Comedy Central. Una sua clip su YouTube raggiunge in breve i 4 milioni di visualizzazioni.

Sempre nel 2019 viene chiamato a Rai 2 per partecipare al programma televisivo Battute? condotto da Riccardo Rossi. In autunno inizia un tour con il suo primo spettacolo stand-up comedy The Eleazaro Experience.
A settembre 2020 viene selezionato per partecipare al Fringe Nolo Festival di Milano.

Nel 2021 partecipa per la seconda volta a Stand Up Comedy su Comedy Central con un nuovo sketch.

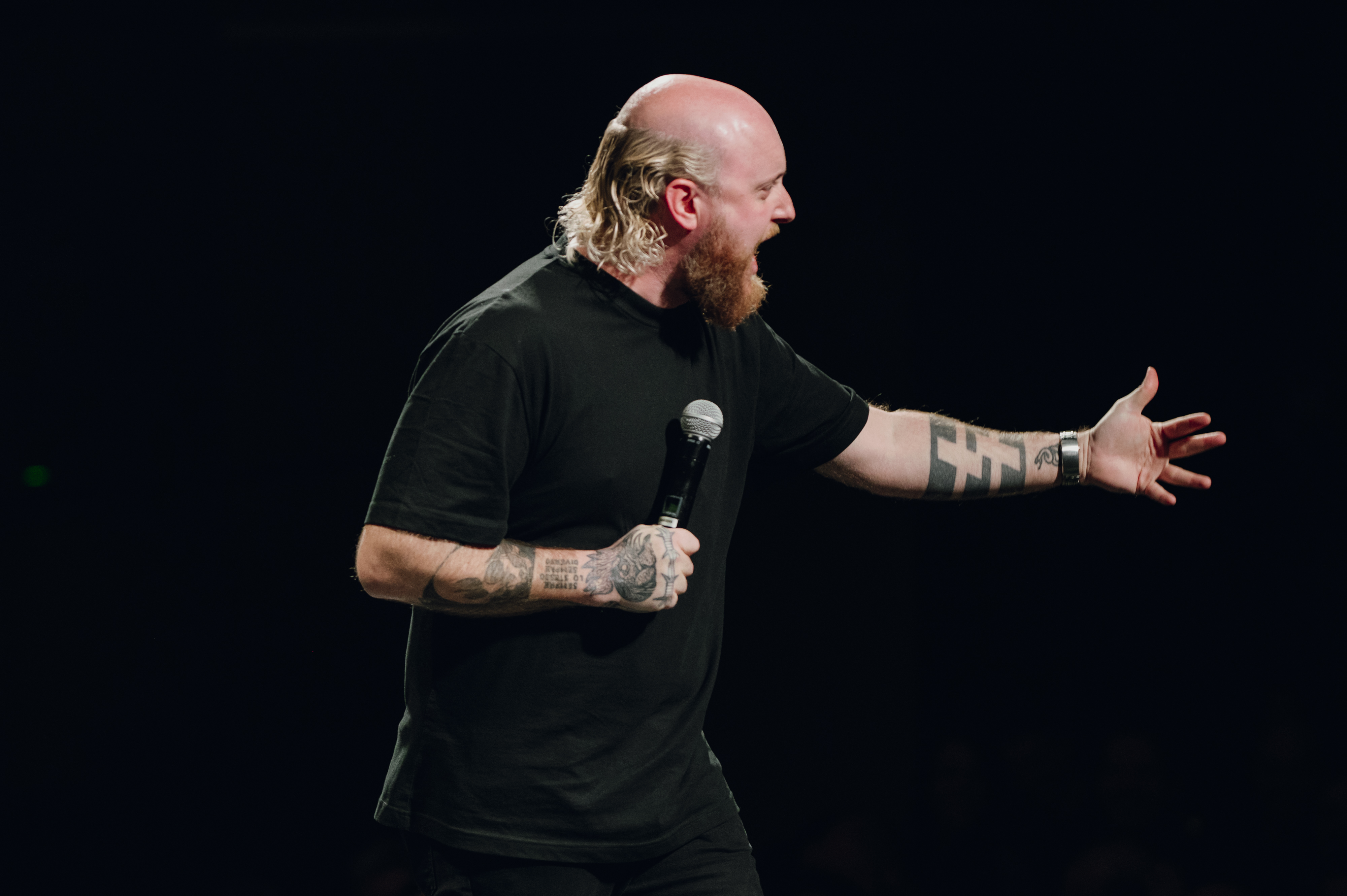
Eleazaro Rossi al Teatro Giorgio Gaber di MIlano (20 novembre 2022)

A gennaio 2022 inizia la collaborazione col programma televisivo Le Iene su Italia 1 dove, assieme a Max Angioni e in seguito con Nathan Kiboba, costituisce la porzione comica e satirica del programma.

A giugno dello stesso anno esordisce allo Stradanuova Teatro Centrale di Genova con un nuovo spettacolo L'ora di religione. Lo spettacolo ha toccato importanti teatri come il Teatro Lirico Giorgio Gaber di Milano, il Teatro Duse di Bologna, il Gran Teatro Morato a Brescia ed il Teatro Ambra Jovinelli a Roma.
Nel settembre 2022 riceve il Premio Satira 2022 a Forte dei Marmi per la stand up comedy.

A febbraio 2023 viene confermata la partecipazione al programma televisivo Le Iene anche per la stagione 2023.
Complessivamente ha presentato 46 monologhi in altrettante puntate della trasmissione televisiva su Italia 1.
Il 2 novembre 2023 mette online lo spettacolo completo de L'ora di religione
Il 29 febbraio 2024 parte la terza tournée con lo spettacolo Grande figlio di puttana.

## Televisione
- Battute? (Rai 2, 2019)
- Stand Up Comedy (Comedy Central, 2019, 2021)
- Le Iene (Italia 1, 2022-2024)

## Spettacoli comici
- The Eleazaro Experience (2019-2022)
- L'ora di religione (2022-2023)
- Grande figlio di puttana (2024)